# Joan Tena i Guimerà
Joan Tena i Guimerà (Cabanes, 9 de març de 1899 - Barcelona, 25 de gener de 1995), també conegut com a Tena I, fou un futbolista valencià, format a Catalunya, dels anys 1920 i 1930.

## Trajectòria
Nascut a Cabanes (Plana Alta) l'any 1899, es traslladà a Sabadell per motius familiars a l'edat de sis anys. Jugava a la posició de migcampista esquerrà. El seu primer club fou el Pàtria, i l'any 1917 ingressà al CE Sabadell, on el 1919 ja jugava al primer equip. Romangué al Sabadell fins al 1928, exceptuant el temps de servei militar a Africa. Al club vallesà coincidí amb els seus germans Francesc Tena II i Josep Tena III. El març d'aquest 1928 fou fitxat pel RCD Espanyol, juntament amb el seu germà, on formà una destacada línia de mig camp amb Ramon Trabal i Pere Solé. A l'Espanyol guanyà el Campionat de Catalunya i la Copa d'Espanya de l'any 1929, tot i que en aquesta darrera competició no va poder disputar la final per una sanció, en ser expulsat a la semifinal per una mútua agressió amb Samitier.
El 1930 retornà al Centre d'Esports Sabadell. L'any 1931 fitxà pel Racing de Madrid, club amb el qual realitzà una gira de sis mesos per Amèrica. Retornat a Catalunya, es convertí en jugador-entrenador primer i entrenador després del CE Sabadell entre desembre de 1931 i 1936. Fou una etapa brillant, ja que aconseguí guanyar el Campionat de Catalunya i fou finalista del d'Espanya 1934-35, essent derrotat pel Sevilla FC.
Fou internacional amb Catalunya des de 1921, en el partit Catalunya 4-Provença 0, fins a 1931. El juny de 1932 fou objecte d'un partit d'homenatge que enfrontà el CE Sabadell i la selecció catalana i que finalitzà amb el resultat d'empat a 2 gols.

## Palmarès
RCD Espanyol
- Campionat de Catalunya: 1928-29
- Copa espanyola: 1928-29

CE Sabadell (entrenador)
- Campionat de Catalunya: 1933-34
- Copa de la República: Finalista 1934-35